# Moira Millán
Moira Ivana Millán, née en 1970, est une weychafe, militante mapuche argentine. Écrivaine et féministe antipatriarcale engagée, elle lutte pour la récupération des terres appartenant aux peuples autochtones, ainsi que pour la reconnaissance des exactions commises à leur encontre et la promotion d’un modèle de société alternative, le Buen Vivir.

## Biographie
Moira Ivana Millán naît en août 1970, à El Maitén, dans la Province du Chubut, en Patagonie argentine, où elle grandit aux côtés de cinq frères, dans une famille Mapuche et Tehuelche,.
En 1971, sous la dictature militaire, son père Luis Millán, cheminot et sa mère, employée de maison, s'installent avec toute la famille à Bahía Blanca, un village de la Province de Buenos Aires, dans une villa miseria, un bidonville principalement habité par des membres de la communauté mapuche. Sous couvert d'une éducation évangéliste, ses parents tentent d'occulter l'origine autochtone de la famille, dans le but de s’intégrer à la culture minière et citadine de la ville, ce qui fait de Moira Millán la cible de discriminations racistes et misogynes. Elle subit une double forme de racisme, celui d'une société qui rejette celles et ceux qui sont appelés « les Indiens » et celui d'une école qui glorifie les militaires en tant que héros vainqueurs de la nation mapuche, durant la campagne controversée appelée Conquête du désert, menée par l'armée argentine, entre 1879 et 1881, lors de laquelle les survivants ont été réduits en esclavage. Dans un entretien, sa fille Violeta affirme que « à cette époque, le racisme en Argentine était si violent que les origines indigènes étaient cachées et inconnues des descendants ».
Dès l'âge de douze ans, Moira Millán travaille comme femme de ménage et un ses employeurs la harcèle sexuellement. Elle s'installe ensuite au Brésil, où elle adhère à la Comunidades Eclesiales de Base et au Partido de los Trabajadores, alors dirigé par Luiz Inacio Lula da Silva. En 1988, à dix-huit ans, elle se détourne de l’Église Évangélique auprès de laquelle elle a effectué ses études, et entreprend de retrouver ses racines, en retournant en Argentine, sur les terres ancestrales de son père, dans la région d'Ingeniero Jacobacci, qui se trouve dans la Province du Rio Negro. Elle y retrouve des membres de sa famille, qui habitent au sein d’une communauté autochtone et redécouvre son identité, ainsi que la richesse de la culture mapuche. Elle décide de « faire son retour à la terre afin de renouer avec cette part d’elle-même et développer une vie pleine, prospère ».
En 1992, elle et son frère Mauro créent l’Organización Mapuche-Tehuelche 11 de octubre, qui œuvre pour la revendication de la récupération de territoires accaparés par l’État et les multinationales (Benetton, Meridian Gold et d’autres) dans la région du sud de Chubut. Quatre ans plus tard, en 1996, cette organisation dénonce la disparition du travailleur rural Eduardo Cañulef, employé de la résidence du Groupe Benetton.
Le 24 décembre 1999, âgée de 29 ans, mère de trois jeunes enfants et accompagnée de sa famille, d’amis, et de militants, elle s'installe sur un territoire ancestral mapuche de cent-cinquante hectares, sur les rives de la rivière Palena, et fondent à Chubut, la communauté Pïllan Mahuizaelle. Elle vit ensuite une longue période seule avec ses filles, durant laquelle elle subit du harcèlement et des menaces, dans un contexte de pauvreté, sans lumière, sans gaz ni eau courante. Après des années d'affrontements, la communauté réussit enfin à s'établir et récupérer cent cinquante hectares de ce territoire mapuche, le Lof de Pillan Mahuiza (la montagne sacrée, en langue Mapudungun), dans la cordillère andine, à la frontière avec le Chili, là où passe le fleuve Carreleufú/Palena. Ce cours d'eau est ensuite menacé par la construction d’un barrage destiné à submerger complètement leurs terres et la communauté s'oppose durant plusieurs années au projet, qui est finalement abandonné. Puis, en 2002, une société extractiviste convoite ces mêmes territoires pour en exploiter les minerais, ce qui conduit à la création, par la population, du mouvement No a la Mina, et ce bien qu’Esquel soit une des villes les plus pauvres d’Argentine et que l’entreprise promette de la création de nombreux emplois. Le mouvement réussit également à stopper ce projet.
Elle vit en Argentine, à une centaine de kilomètres au sud d'Esquel.

## Activité d'écrivaine
En 2019, Moira Millán publie un roman intitulé El tren del olvido,, dans lequel elle dépeint une histoire fictive des communautés autochtones de Patagonie et de l'expansion des lignes de chemin de fer au cours des premières décennies du XXe siècle.

## Activisme
Militante pour les droits du peuple mapuche, Moira Millán est « weychafe » (guerrière) et écrivaine. En vertu du droit reconnu par l'amendement apporté en 1994 à la Constitution de l'Argentine, elle lutte pour la récupération des terres appartenant aux peuples autochtones, dont, notamment, celles occupées par le Groupe Benetton. Elle souhaite que l’État argentin reconnaisse  les exactions commises à l’encontre des communautés natives au cours de l’histoire et, forte de son expérience du mépris, de la discrimination et du déni, subis dans les sociétés post-coloniales, par les peuples natifs, elle diffuse un discours critique, le Buen Vivir, aussi appelé Sumak Kawsay, en langue Quechua, proposé en tant qu'alternative au modèle de société globalisé, capitaliste et occidentalisé. Ce concept, né dans les années 1990, s'inspire des valeurs et traditions ancestrales des communautés autochtones et s'inscrit dans un projet moderne de résistance face à un État qui les exproprie de leurs terres afin d'en exploiter les ressources et favoriser la croissance économique, ce qui entraîne l’exode rural, le déplacement forcé vers les villes et des emplois exténuants et dégradants. A la fois philosophie et projet politique, la théorie systémique du Buen Vivir pense l’être humain en tant qu'habitant de la nature et non comme son souverain. La « Pachamama », la Terre, est vue « comme une entité à part entière, dotée d’une âme, envers qui les humains sont redevables car elle leur permet de vivre ». Les valeurs centrales sont basées sur la réciprocité, la redistribution et le respect, et renient la croissance économique, l’accumulation de biens matériels et la richesse monétaire.
Elle explique que l’identité des Mapuches, se construit à partir du territoire. En effet, « Mapuche, qui signifie “Peuple de la Terre”, correspond à l’art d’habiter en harmonie avec les autres êtres, humains et non-humains ». Ce retour à la terre nécessite de s'opposer à l'État argentin, car ce dernier peine à reconnaître aux communautés autochtones le droit à la propriété des terres leur appartenant. Moira Millán dénonce le « terrorisme d'Etat » mené par le gouvernement argentin et critique la construction d'une histoire argentine bâtie sur le dénigrement de ces communautés. Pour ces raisons, elle connait de nombreux ennuis judiciaires et est régulièrement victime de tentatives d’intimidation.
Moira Millán participe également au mouvement féministe Ni una menos, qui dénonce les féminicides et promeut une plus grande visibilité des violences vécues par les femmes autochtones. Elle-même victime de violences sexuelles dans sa jeunesse,, elle est membre du mouvement VivasNosQueremos, qui lutte contre les oppressions liées au genre et pour la préservation, par les femmes, des terres et cultures des peuples natifs.

« Les femmes indigènes ont la capacité de construire un consensus, une unité qui n’a pas pu être atteinte sous le leadership masculin. Nous sommes les gardiennes de la vie, donc les gardiennes de la terre et du territoire. Nous sommes les faiseuses de vie et faiseuses de modes de vie. Nous organisons entre nous une proposition de Bien Vivre. Nous sommes ainsi appelées à être les actrices d’un nouveau moment historique, un moment historique dans lequel nous sommes à l’initiative d’un cadre théorique distinct pour penser la vie. »

— Moira Millán, Le Journal international, octobre 2019
Le documentaire Pupila de mujer, mirada de la tierra, dont elle est co-scénariste et protagoniste, gagne, pour l'Argentine, la troisième édition du concours DocTV Amérique latine. Ce documentaire, diffusé en 2012 sur les chaînes de télévision publiques sud-américaines, aborde le problème de l'identité et la lutte pour le territoire des peuples autochtones, dans une perspective de genre. Dans ce film, Moira Millán part à la rencontre de femmes issues de différentes ethnies autochtones. Avec elles, elle aborde tous les sujets liés à la condition féminine autochtone : rapport aux savoirs ancestraux, difficulté de sauvegarder leur patrimoine, déplacements forcés et autres formes de discrimination. De ces rencontres émergent, en 2015, la première Marcha de Mujeres Originarias por el Buen Vivir (Marche des femmes indigènes pour le Bien-Vivre), réunissant au total trente-six nations autochtones du continent américain représentées. En 2018, cette initiative est consolidée par la formation du Movimiento de Mujeres Indígenas para el Buen Vivir (Mouvement des femmes indigènes pour le Bien-Vivre), qui se définit comme anti-patriarcal, dont Moira Millán est coordinatrice et référente.
En 2017, Moira Millán participe activement aux mobilisations qui suivent le meurtre de Santiago Maldonado. Depuis, elle et sa famille font régulièrement l'objet de menaces de mort. En 2018, elle est inculpée de « coercition aggravée » par le procureur fédéral d'Esquel, pour avoir participé aux différentes manifestations. Elle est innocentée l'année suivante, par la Cour fédérale de justice de Comodoro Rivadavia.
En 2018, dans le cadre de la 33e Rencontre nationale des femmes, elle coordonne un atelier intitulé Mujeres y autodeterminación de los pueblos (Les femmes et l'autodétermination des peuples), dans lequel le terme « plurinacional » (plurinational) est proposé comme moyen d'expliquer la présence et la participation des femmes autochtones.

## Publications
- (es) Moira Millán, El tren del olvido, Editorial Planeta, coll. « Fuera de colección », 5 août 2019, 488 p. (ISBN 978-9504967316)

## Filmographie
- 2012 : Pupila de mujer, mirada de la tierra